# إد تيك 7
آي دي تيك 7 (بالإنجليزية: id Tech 7)، هو محرك ألعاب أنشئ عام 2017، ويعمل لإستخدام أنظمة ألعاب الفيديو مثل بلاي ستيشن 4 وإكس بوكس ون وغيرها، ومن أمثلة على ذلك، لعبة ريج ولعبة ولفينشتاين 2: ذا نيو كلوسيس.

## مصدر
1. ↑  Doom Eternal Unleashes Bloody Debut Gameplay at QuakeCon نسخة محفوظة 21 يناير 2019 على موقع واي باك مشين.
2. ↑  DOOM Eternal tech details: id Tech 7 can display 10 times higher geometric detail, demons will be destructible | DSOGaming | The Dark Side Of Gaming نسخة محفوظة 10 أغسطس 2018 على موقع واي باك مشين.